# Wolfgang Harich
Wolfgang Harich (né le 9 décembre 1923 à Königsberg, mort le 15 mars 1995 à Berlin) était philosophe et journaliste. Il était l'un des plus importants intellectuels marxistes de la RDA.

## Biographie

### De 1927 à 1945
Il appartenait à une famille intellectuelle. Son père Walther Harich (de) (1888-1931) était historien de la littérature et écrivain. Sa mère Anne-Lise Wyneken (1898-1975), la fille d'Alexandre Wyneken (de), était la rédactrice en chef de la Königsberger Allgemeine Zeitung (de). Wolfgang Harich a grandi à Neuruppin et plus tard à Berlin-Wilmersdorf. En plus de ses études secondaires, il fut un auditeur libre assidu des conférences philosophiques de Nicolai Hartmann et Eduard Spranger données à la Berliner Universität.
En 1942, Harich est appelé à accomplir son service militaire. En 1944, après une longue hospitalisation et une punition temporaire pour "absence prolongée non autorisée", il déserte et vit à Berlin dans la clandestinité. Il entre alors en relation avec le groupe communiste de résistance "Ernst".

### De 1945 à 1957
En mai 1945, Wolfgang Leonhard confie à Harich, sur demande du groupe Ulbricht, l'organisation du travail culturel à  Wilmersdorf et dans d'autres parties des secteurs ouest de Berlin.
La préparation de la création de la Société culturelle pour le renouveau démocratique de l'Allemagne donne lieu à une étroite collaboration avec Johannes R. Becher et d'autres artistes de retour d'exil. En février 1946, il adhère au KPD (Parti Communiste d'Allemagne).
Wolfgang Harich travaille comme critique littéraire et de théâtre, d'abord au quotidien français Der Kurier (de) (Le courrier) et plus tard – alors que ses possibilités d'emploi dans les secteurs occidentaux sont entravées – au Rundschau Daily, le quotidien de la Sowjetische Militäradministration in Deutschland (SMAD, Советская военная администрация в Германии). Il se lie d'amitié avec les acteurs Paul Wegener et Victor de Kowa, ainsi qu'avec le critique de théâtre Friedrich Luft.
À partir de 1948, Harich fait des conférences sur la philosophie marxiste à l'Université de Berlin. En 1951, il obtient son doctorat après avoir présenté une thèse sur Herder et il est nommé professeur à la Faculté de philosophie. En 1953, en collaboration avec Ernst Bloch, il édite le journal allemand de philosophie. Après le 17 juin 1953, Harich critique ouvertement la politique culturelle et les médias du parti. Il doit quitter l'université. En 1954, il devient rédacteur en chef de la maison d'édition Aufbau-Verlag, dirigée par Walter Janka (de).
Un « Kreis der Gleichgesinnten » (cercle de personnes partageant les mêmes idées) est constitué au sein de la maison d'édition après le XXe Congrès du PCUS. Il s'agit d'un groupe informel d'intellectuels marxistes, influencé par Georg Lukács et Ernst Bloch, appelant le parti, le SED (Parti Socialiste Unifié issu à l'Est de l'unification du KPD et du SPD), à des réformes internes. Harich est chargé de résumer les résultats des discussions de la "plate-forme de la voie allemande particulière vers le socialisme". Une copie de la plate-forme rédigée par Harich est remise à l'ambassadeur soviétique, Georgi Puschkin (en), à Berlin.

### Revendications de la plate-forme
Leurs revendications sont les suivantes :
- Remplacement de Walter Ulbricht en tant que chef du parti et de l’État.
- Élections libres, liberté d'opinion et primauté du droit.
- Pleine souveraineté de la RDA et retrait des troupes soviétiques.
- Réformes économiques ayant pour but d'élever la responsabilité des travailleurs.
- Rapprochement entre SED (Parti Socialiste Unifié issu à l'Est de l'unification du KPD et du SPD) et SPD (Parti Socialdémocrate d'Allemagne), condition d'une Allemagne réunifiée, neutre, démilitarisée et à caractère socialiste.

Harich informa également - probablement sans consultation avec les autres membres du groupe - Rudolf Augstein et le personnel du Bureau Est du SPD du contenu de la plate-forme. Immédiatement après - le 29 novembre 1956 – Harich est arrêté.
Dans la foulée des événements récents en Hongrie, où le mouvement de réformes national-communiste conduit à l'insurrection – mouvement associé à des attaques anti-communistes – et fut finalement écrasé par les troupes soviétiques, la direction est-allemande fait un exemple : Harich est reconnu en mars 1957 coupable de "constitution d'un groupe conspiratif subversif " et condamné à dix ans de prison. Avec lui et lors d'un procès ultérieur sont également condamnés à plusieurs années de prison Bernhard Steinberger (de) et Manfred Hertwig, ainsi que Walter Janka (de), Gustav Just (de), Richard Wolf et Heinz Zöger (de).
Par crainte, sans doute, d'une condamnation à mort, Harich coopère avec les organes judiciaires qui mènent l'enquête. Il déclare : « Il est clair que c'est grâce à la sécurité d’État (Staatssicherheit) que notre État a été préservé du plus grand préjudice [...] Je n'étais plus capable de m'arrêter. J'étais comme un cheval fou que les appels à la raison ne pouvaient plus stopper. Avec ces idées en tête, s'ils ne m'avaient pas arrêté, alors je n'aurais pas mérité les dix années que le procureur général a demandé, mais j'aurais été bon pour la potence. C'est la raison pour laquelle [...] je remercie la sécurité d’État. »
(Voir également « Gruppe Harich »)

### De 1957 à 1995
Fin 1964, Wolfgang Harich est libéré de prison lors d'une amnistie et affecté à l'Akademie Verlag Berlin. Il travaille alors sur l'édition de l'œuvre de Ludwig Feuerbach. Il travaille également sur la rédaction et la publication de son livre sur Jean Paul. Dans les années 1970, il accorde de plus en plus d'importance à la question écologique. Ses vues («éco-dictature ») exprimées dans son livre « Communisme sans croissance », se heurtent à une critique massive de la gauche tant à l'Est qu'à l'Ouest.
En 1981, il retourne déçu en RDA après avoir effectué plusieurs longs séjours en Autriche et en République fédérale Allemande où il avait été reçu avec intérêt, mais aussi avec suspicion. De manière croissante, Harich défend des positions perçues comme extrêmes, alors qu'il critique la réhabilitation partielle en cours en RDA de Friedrich Nietzsche. Il voit là le danger de permettre le développement d'idées fascistes. En 1987, Harich demande sa réadmission au SED. Elle est rejetée.
En 1990, Wolfgang Harich est réhabilité par la Cour suprême de RDA. Dans un premier temps, il perçoit le changement politique en RDA comme une opportunité pour un développement éco-socialiste de l'Allemagne réunifiée, mais il est déçu par la suite des événements. En collaboration avec le journaliste Stephen Steins, il élabore en 1992 un concept pour la reconstitution du KPD dans toute l'Allemagne. Il devient alors membre du Comité central de l'initiative pour la reconstitution du KPD (KPD-Initiative).
Harich a été cofondateur et président de la Commission d'Enquête Alternative de l'histoire de la RDA (Alternative Enquete-Kommission DDR-Geschichte). En réponse au livre de Walter Janka « Schwierigkeiten mit der Wahrheit » (Difficultés avec la vérité) et de nouvelles allégations au sujet de son comportement en 1956/1957, il écrit en 1993 « Keine Schwierigkeiten mit der Wahrheit » (Pas de difficultés avec la vérité). Il engage des poursuites judiciaires contre Janka. En 1994, il devient membre du Parti du socialisme démocratique (PDS) et rejoint l'aile gauche de ce parti, la plate-forme communiste (Kommunistische Plattform).

## Publications
- Rudolf Haym und sein Herderbuch. Beiträge zur kritischen Aneignung des literaturwissenschaftlichen Erbes. Aufbau-Verlag, Berlin, 1955.
- Jean Pauls Kritik des philosophischen Egoismus. Belegt durch Texte und Briefstellen Jean Pauls im Anhang. Suhrkamp Verlag, Francfort, 1968.
- Zur Kritik der revolutionären Ungeduld. Eine Abrechnung mit dem alten und dem neuen Anarchismus. Edition Etcetera, Bâle, 1971.
- Jean Pauls Revolutionsdichtung. Versuch einer neuen Deutung seiner heroischen Romane. Akademie-Verlag, Berlin, 1974.
- Kommunismus ohne Wachstum? Babeuf und der »Club of Rome«. Sechs Interviews mit Freimut Duve und Briefe an ihn. Rowohlt, Reinbek bei Hamburg, 1975.
- Keine Schwierigkeiten mit der Wahrheit. Zur nationalkommunistischen Opposition 1956 in der DDR. Dietz Verlag, Berlin 1993.
- Nietzsche und seine Brüder. Kiro, Schwedt 1994.
- Strohmänner – oder was sonst ? Der Einigungsvertrag : Macht gegen Moral  In: Siegfried Prokop (Hrsg.): Die kurze Zeit der Utopie: die "zweite DDR" im vergessenen Jahr 1989-1990, Elefanten Press, Berlin, 240 pages..
- Ahnenpass. Versuch einer Autobiographie. Schwarzkopf & Schwarzkopf, Berlin, 1999.
- Nicolai Hartmann. Leben, Werk, Wirkung. Königshausen und Neumann, Wurtzbourg, 2000.
- Nicolai Hartmann – Größe und Grenzen. Versuch einer marxistischen Selbstverständigung. Königshausen und Neumann, Wurtzbourg, 2004.